# Hydnora abyssinica
Hydnora abyssinica là một loài thực vật có hoa trong họ Hydnoraceae. Loài này được A.Br. mô tả khoa học đầu tiên năm 1867.